# Thibaud de Blois (fils de Thibaud le Tricheur)
Pour les articles homonymes, voir Thibaut de Blois et Blois (homonymie).
Thibaud de Blois († 962), parfois appelé Thibaud le Jeune pour le distinguer de son père le Tricheur et de son grand-père Thibaud l'Ancien, était le fils aîné du comte Thibaud Ier de Blois, connu pour sa fin tragique dans la guerre entre la maison de Blois et les Normands du comte Richard, entre 958 et 962.

## Biographie
Thibaud fut le premier fils du comte Thibaud Ier de Blois. Fruit d'un premier mariage, il serait né entre le début et la fin des années 930.
Il apparaît publiquement avant 958 dans un diplôme du roi Lothaire, en tant que seigneur du site fortifié des Cent-Ormes (Centumliis, probablement aux actuelles Ormes-sur-Voulzie), dans le pays de Provins.
Promis à succéder à son père, il meurt avant ce dernier durant une bataille contre des Normands, à Hermentruville près de Rouen, entre l'année 958 et le 5 août 962,.
Thibaud n'eut aucune descendance connue. Ses demi-frères, Hugues et Eudes, perpétuèrent l'héritage constitué par les premiers Thibaldiens : le premier en succédant à leur oncle Richard à l'archevêché de Bourges, le second à leur père à la tête du comté de Blois.